# Nankangia
Nankangia là một chi khủng long, được Lü Yi Zhong & Wei mô tả khoa học năm 2013.